# Rhipsalis platycarpa
Rhipsalis platycarpa là một loài thực vật có hoa trong họ Cactaceae. Loài này được (Zucc.) Pfeiff. miêu tả khoa học đầu tiên năm 1837.